# باول بروير
باول بروير هو سياسي ألماني، ولد في 25 يونيو 1950 في Berghausen ‏ في ألمانيا. نشط حزبياً في الاتحاد الديمقراطي المسيحي. وقد انتخب مدير مقاطعة ‏ وانتخب عضو في البوندستاغ الألماني خلال فترته النيابية ‏ (4 نوفمبر 1980 – 29 مارس 1983).